# 朴正恩
朴正恩（韓語：박정은，1977年1月14日—），韩国篮球运动员。她曾代表韩国参加1996年夏季奥运会、2000年夏季奥运会、2004年夏季奥运会和2008年夏季奥运会女子篮球比赛。